# Dialetto caipira
Il dialetto caipira è un dialetto della lingua portoghese parlato in parti degli stati brasiliani di San Paolo, Minas Gerais, Mato Grosso do Sul, Goiás e Paraná. Originario dell'entroterra di San Paolo, precisamente delle zone della Valle del Paraiba e dell'Alto Tietê, col tempo si è diffuso anche negli stati limitrofi.
Le sue più marcanti caratteristiche sono:
- retroflessione della "r"
- sostituzione dei dittonghi "ei" e "ou" in "e" ed "o" (es.: brasileiro -> brasilero).